# بال‌کوتاه گولد
بال‌کوتاه گولد (نام علمی: Brachypteryx stellata) نام یک گونه از سرده بال‌کوتاه‌ها است.